# Podłużna skrzynia
Podłużna skrzynia (ang. The Oblong Box) – jest to nowela Edgara Allana Poe, opublikowana w 1844 roku, traktująca o wyprawie morskiej oraz o tajemniczej skrzyni.

## Opis fabuły
Fabuła noweli rozpoczyna się od wspomnień anonimowego narratora dotyczących letniej morskiej podróży z Charleston w Południowej Karolinie do Nowego Jorku na pokładzie statku Independence. Dowiaduje się on, że jego stary przyjaciel z college'u Cornelius Wyatt jest na pokładzie wraz z żoną i dwiema siostrami oraz że zarezerwował on ku jego zdziwieniu aż trzy kajuty. Uświadamiając sobie, że trzecie pomieszczenie jest przeznaczone dla służby i na dodatkowy bagaż, narrator spostrzega jednocześnie, że przyjaciel zabrał ze sobą podłużną sosnową skrzynię. Miała ona mniej więcej sześć stóp długości i dwie i pół stopy szerokości. Zwraca uwagę na jej specyficzny kształt i na dziwny odór, który się z niej wydobywa. Mimo to, wysuwa przypuszczenia, że jego przyjaciel nabył niezwykle wartościową kopię Ostatniej wieczerzy.
Ku zaskoczeniu narratora, skrzynia znajduje się w tym samym pomieszczeniu co Wyatt i jego żona, podczas gdy drugim pokojem dzielą się obie siostry. Jednakże zauważa on, że żona przyjaciela, którą sam określa jako zaskakująco nieatrakcyjną kobietę, opuszcza kajutę każdej nocy o 11 i idzie do trzeciego pokoju, wracając dopiero nad ranem. Gdy ta wychodzi, wydaje mu się, że słyszy odgłosy w pomieszczeniu Wyatta, otwierającego skrzynie i szlochającego w osamotnieniu. Narrator przypisuje to jednak artystycznemu entuzjazmowi przyjaciela.
Mijając Cape Hatteras, Independence zostaje zaskoczony przez potężny huragan. Załoga ucieka z tonącego statku do łodzi ratunkowych, a sam Cornelius odmawia rozstania się ze skrzynią, wygłaszając emocjonalny apel, odrzucony następnie przez kapitana. Wyatt stwierdza więc, że nie może porzucić skrzyni i decyduje się powrócić na statek, przywiązując się do niego liną. Wkrótce znika on wraz ze swoim dobytkiem w głębiach morza, idąc na dno w przeciągu chwili.
Miesiąc po tym wydarzeniu, narrator spotyka kapitana. Ten wyjaśnia mu, że skrzynia zawierała ciało niedawno zmarłej żony Wyatta. Zamierzał on zwrócić ciało jej matce, lecz obecność martwej kobiety na pokładzie statku mogła wzbudzić zaniepokojenie wśród pasażerów. Kapitan Hardy zaaranżował więc rejestrację skrzyni jako normalnego bagażu. Jako że przejazd był zgłoszony na nazwisko Wyatta wraz z małżonką, aby nie budzić podejrzeń, wynajęta dziewczyna odgrywała jej rolę.

## Publikacja
Początkowo Poe proponował Podłużną skrzynię Nathanielowi Parkerowi Willisowi dla New Mirror, lecz ten zasugerował, że pasowała ona bardziej do magazynu Opal pod redakcją Sarah Josephy Hale. Po raz pierwszy została ona opublikowana 28 sierpnia 1844 roku w Dollar Newspaper w Filadelfii. Pojawiła się ona również we wrześniu 1844 roku na łamach Godey's Magazine and Lady's Book, redagowanego przez Hale. Poe przeniósł się do Nowego Jorku (parowcem) kilka miesięcy przed publikacją. Oznaki choroby u jego żony Virginii zaczęły się pokazywać dwa lata wcześniej w 1842.

## Adaptacje
- W 1969 roku pojawił się film The Oblong Box w reżyserii Gordona Hesslera. W rolach głównych wystąpili Vincent Price i Christopher Lee. W przeciwieństwie do tytułu, obie historie nie mają ze sobą wiele wspólnego.
- NBC Short Story nadało audycję w formie dramatycznej Podłużnej skrzyni w 1950 roku.
- The CBS Radio Mystery Theater - które działało w okresie od stycznia 1974 to grudnia 1982, nadało adaptację Podłużnej skrzyni 8 stycznia 1975 roku.

## Literatura
- Quinn, Arthur Hobson. Edgar Allan Poe: A Critical Biography. Baltimore: The Johns Hopkins University Press, 1998. ISBN 0-8018-5730-9 p. 417
- Sova, Dawn B. Edgar Allan Poe: A to Z. Checkmark Books, 2001. p. 175. ISBN 0-8160-4161-X
- Sova, Dawn B. Edgar Allan Poe: A to Z. Checkmark Books, 2001. p. 175. ISBN 0-8160-4161-X
- Silverman, Kenneth. Edgar A. Poe: Mournful and Never-Ending Remembrance. Harper Perennial, 1991. ISBN 0-06-092331-8